# Teodor (Hajun)
Teodor, imię świeckie Ołeksij Hajun (ur. 17 lutego 1958 w Niemowiczach) – ukraiński biskup prawosławny.

## Życiorys
Urodził się w rodzinie chłopskiej. Po ukończeniu szkoły średniej rozpoczął w 1975 naukę w instytucie gospodarki wodnej w Równem, lecz przerwał studia i w latach 1977–1978 pracował w tym samym mieście w fabryce. W 1978 wstąpił do moskiewskiego seminarium duchownego, które ukończył w 1984. W 1987 ukończył studia teologiczne w Moskiewskiej Akademii Duchownej, uzyskując tytuł kandydata nauk teologicznych. 24 grudnia tego samego roku złożył wieczyste śluby mnisze w ławrze Poczajowskiej. 10 stycznia 1988 wyświęcony na hierodiakona, zaś 7 października 1990 na hieromnicha. Zamieszkał wówczas w skicie Świętego Ducha, podległym ławrze. Do głównego monasteru wrócił już w roku następnym, podejmując obowiązki wykładowcy w szkole duchownej.
5 czerwca 1992 otrzymał godność ihumena i został przełożonym ławry Poczajowskiej, od 1 sierpnia jako archimandryta. 5 sierpnia tego samego roku miała miejsce jego chirotonia na biskupa poczajowskiego, wikariusza eparchii tarnopolskiej. 8 grudnia 1992 objął ponadto obowiązki rektora seminarium duchownego w Poczajowie. 27 lipca 1996 przestał pełnić zadania przełożonego ławry Poczajowskiej. 15 kwietnia 1997 skierowany na katedrę kamieniecko-podolską. Od 2006 arcybiskup, w 2014 otrzymał godność metropolity. W tym samym roku objął urząd przewodniczącego Najwyższego Sądu Cerkiewnego Ukraińskiego Kościoła Prawosławnego.